# Гуляш
Гуля́ш (венг. gulyás, гуя́ш) — национальное блюдо венгров и чехов: кусочки говядины или телятины, тушёные с копчёным шпиком, луком, перцем (паприкой) и картофелем. Блюдо относится к категории густых супов. Изначально суп с различными добавками был традиционной едой венгерских пастухов и готовился в котлах на костре, но обрёл международное признание благодаря 39-му венгерскому пехотному полку, переведённому в конце XIX века из Дебрецена в Вену. Полевая кухня на немецком языке носит ироническое название «гуляшная пушка».
Мясо предварительно надо обжарить в кастрюле или глубокой сковороде на свином сале с луком до образования румяной корочки. После этого в кастрюлю добавляется горячая вода, предварительно обжаренный картофель, томатная паста или свежие помидоры, сладкий перец, мука, и блюдо доводится до готовности. В гуляш часто добавляют или подают отдельно небольшие продолговатые клёцки: чипетке (csipetke).

## Этимология
Название блюда восходит к слову венг. gulyás из венгерского языка: венг. gulya означает «стадо крупного рогатого скота», а венг. gulyás — «пастух». Соответственно, изначальный вид названия — венг. gulyáshús («мясо гуляш») — означала «мясное блюдо, приготовленное пастухами».
В современном венгерском языке слово gulyás имеет оба значения: и пастух, и блюдо. Со Средних веков и до XIX века паноннийская степная Пуста была местом скопления огромных стад скота, который десятками тысяч единиц отправлялся на крупнейшие мясные рынки Моравии, Вены, Нюрнберга и Венеции. Пастухи при перегонке стада забивали часть скота, обеспечивая себя мясом для приготовления гуляша.

## Гуляш в русской кухне
В России гуляшом обычно называют рагу из мяса без костей, обычно приготовляемое в два приёма — сначала обжарка, а затем — тушение в подливе, главный ингредиент которой — томатный соус. Такой гуляш подаётся с любым гарниром — картофельным пюре, макаронами, рисом, гречкой. Тем не менее, такое блюдо имеет больше общих черт с другим венгерским блюдом — пёркёльтом, а не с гуляшом.

## В литературе
— У меня в номере есть кастрюля с гуляшом по-сегедски, — сказал я. — Хватит на шесть здоровых едоков, венгерская кухарка приготовила. Вчера вечером он был вкусный, а сегодня ещё вкусней. Гуляш по-сегедски с тмином и зеленью даже вкуснее на следующий день.

— Откуда у вас гуляш по-сегедски? 

— Я был вчера в гостях. 

— Впервые слышу, чтобы домой из гостей приносили гуляш на шесть человек. Где это было?.. В..? 

Я возмущённо посмотрел на неё.

— Нет, не в немецкой пивной. Гуляш — блюдо венгерское, а не немецкое.
— Э. М. Ремарк «Тени в раю»

— Нет ничего хуже, — с необычайно серьёзным видом сказал генерал, — как во время войны, при переброске войск забывать об их снабжении. Мой долг — выяснить истинное положение вещей и узнать, как действительно обстоит дело в комендатуре станции. Ибо, господа, иногда бывают виноваты сами начальники эшелонов. При ревизии станции Суботице на южнобоснийской дороге я констатировал, что шесть эшелонов не получили ужина только потому, что начальники эшелонов забыли потребовать его. Шесть раз на станции варился гуляш с картошкой, но никто его не затребовал. Этот гуляш выливали в одну кучу. Образовались целые залежи гуляша с картошкой, а солдаты, проехавшие в Суботице мимо куч и гор гуляша, уже на третьей станции христарадничали на вокзале, вымаливая кусок хлеба. В данном случае, как видите, виновата была не военная администрация! — Генерал развёл руками. — Начальники эшелонов не исполнили своих обязанностей! Пойдёмте в канцелярию!
— Я. Гашек «Похождения бравого солдата Швейка»
Широко известен момент из книги Ю. Фучика «Репортаж с петлёй на шее», где больных в берлинской тюрьме Плётцензее кормили «гуляшом» с картофельным пюре.
В книге В. Богомолова «В августе 44-го» в сцене обеда во фронтовой столовой упоминается гуляш из тушёнки с макаронами и томатным соусом.

## Похожие на густой гуляш блюда
- Азу (татарское)
- Айнтопф (немецкое)
- Чолнт (еврейское)
- Чанахи (грузинское)
- Косидо (испанское)
- Гумбо (американское)
- Рагу и бефстроганов
- Куырдак
- Пёркёльт